# Ferdinand von Mensshengen
Ferdinand von Mensshengen (Vienna, 27 marzo 1801 – Vienna, 8 luglio 1885) è stato un diplomatico austriaco.

## Biografia
Ferdinand von Mensshengen nacque in seno ad una nobile famiglia originaria di Magonza e successivamente trasferitasi in Bassa Austria. Suo padre era il ministro Franz Xaver von Mensshengen (1767-1804) e sua madre era Octavia von Sala.
Mensshengen entrò nel servizio diplomatico dell'impero austriaco come consigliere di legazione, divenendo in seguito ministro plenipotenziario presso la corte ducale di Nassau e poi presso la città di Francoforte sul Meno. L'8 settembre 1828 sposò la baronessa Charlotte von Syberg zu Sümmern, figlia dell'ex ciambellano dell'elettorato di Colonia, Nikolaus von Syberg zu Sümmern (1754-1832). A causa delle rivoluzioni del 1848/1849, von Mensshengen assunse la carica di agente austriaco presso l'autorità centrale provvisoria dal 13 luglio, rimanendo in carica sino al 29 dicembre 1848 quando venne sostituito da Anton von Schmerling.
Sotto il ministro degli esteri Karl Ferdinand von Buol-Schauenstein fu ambasciatore dal 1853 presso le città anseatiche e poi dal 1856 venne destinato al ruolo di ambasciatore presso la Confederazione Elvetica. Nel corso del 1859, von Mensshengen venne coinvolto nella crisi internazionale che colpì Bernhard von Rechberg: l'allora consigliere nazionale svizzero Jakob Stämpfli gli rivelò nel gennaio 1859 che la Svizzera avrebbe occupato la regione della Savoia se fosse scoppiata la guerra tra Austria e Francia, fatto che poi comunque non avvenne grazie alla mediazione di von Mensshengen che rassicurò i confederati sul fatto che l'Impero non avesse alcuna intenzione né interesse a ledere i diritti della Svizzera. Nel 1867 si ritirò dal servizio diplomatico.
Morì a Vienna nel 1885.
| Controllo di autorità | VIAF (EN) 52453161 · ISNI (EN) 0000 0000 1021 8047 · CERL cnp01082458 · GND (DE) 116885726 |